# Fine fra' me
Fine fra' me è il primo EP della cantautrice italiana Vale LP, pubblicato il 10 maggio 2020 dall'etichetta Conspiracy Agency.

## Descrizione
Il progetto discografico si compone di quattro brani scritti dalla stessa Vale LP con la collaborazione di autori e produttori, tra cui Chamo de Puta e Yanghi.

## Tracce
1. Fumo Freestyle (feat. Lil Jolie) – 2:38 (Valentina Sanseverino, Angela Ciancio, Davide Verde)
2. Cheri' – 2:56 (Valentina Sanseverino, Davide Verde)
3. Monologo (feat. Pretty Solero) – 2:46 (Valentina Sanseverino, Antonio Fico, Sean Michael Loria)
4. Lasciarsi andare – 2:17 (Valentina Sanseverino, Antonio Fico)